# Ramon Noè i Hierro

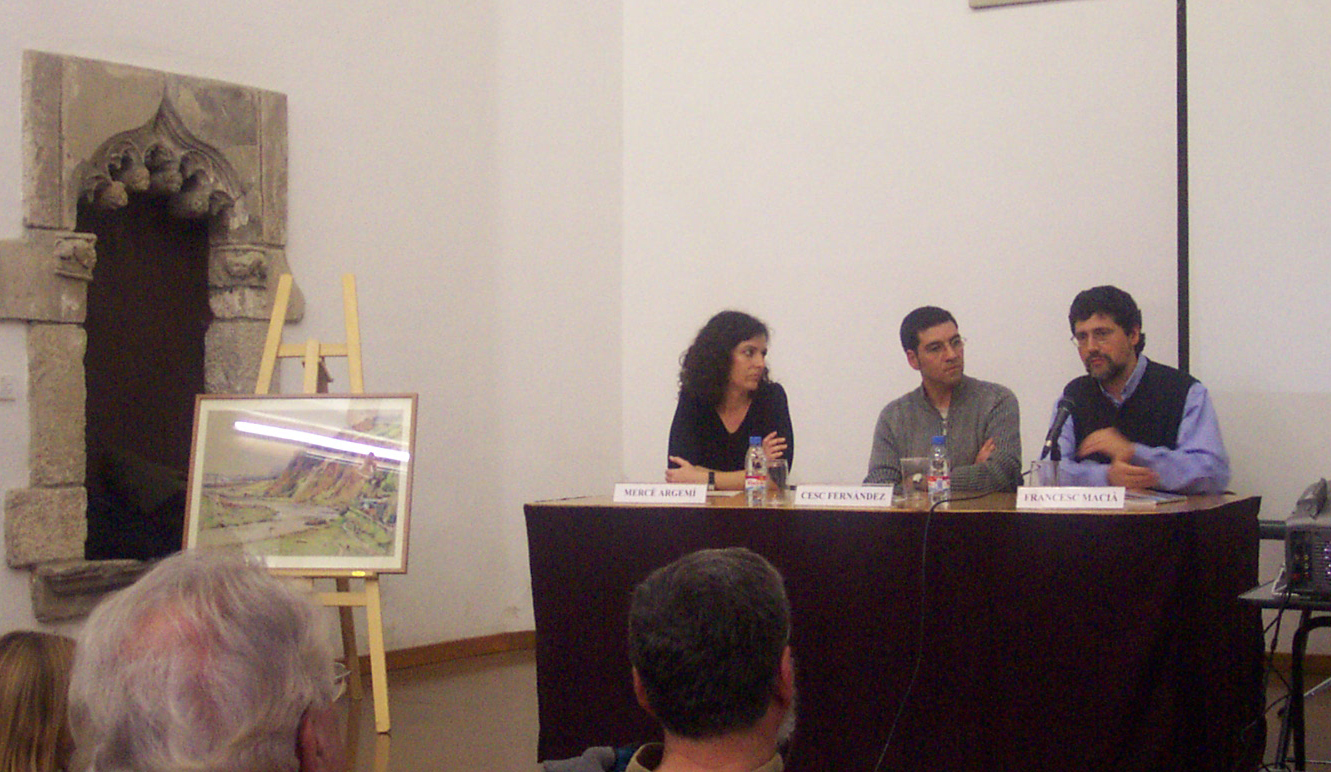
Presentación del libro Quatre itineraris pel Ripoll a Sabadell,, con un cuadro de Ramon Noè presidiendo el acto.

Ramon Noè i Hierro (Barcelona, 5 de agosto de 1923-Sabadell, 7 de agosto de 2007) fue un dibujante y pintor español.

## Biografía
Ramon Noè nació en Barcelona. El 1926, a la edad de tres años, se trasladó a Tortosa donde, con 8 años, empezó a aprender a dibujar con el tortosí Agustí Bages. El 1940 fue a vivir en Barcelona para estudiar en la Escuela de Artes y Oficios, donde tenía de maestro a Manel Pallarès. El año siguiente, ingresó en la Escuela de Artes y Oficios de Zaragoza, ciudad donde expuso por primera vez, con el tema del bestiario, a la sala Gaspar. El año 1943 empezó a estudiar en la Real Academia de Bellas Artes de San Fernando y en la Escuela de Cerámica de la Moncloa de Madrid. Un año más tarde, se incorporó al servicio militar en Ceuta, donde organizó una exposición en la que participaron otros soldados aficionados en las artes plásticas. El 1945 volvió a Madrid, destinado al Ministerio de la Guerra, concretamente a la sección de dibujantes. Aprovechó la estancia en la capital para estudiar en la Escuela Nacional de Grabado, con el maestro Castro-Gil, responsable de la sección de grabados de la Casa de la Moneda.
El 1947, de regreso en Barcelona, se inscribió en la Escuela Massana, donde aprendió la técnica del esmalte al fuego con Miquel Soldevila y Valls –esmaltador y director de Massana– y la técnica del retablo. Aquel mismo año lo nombraron dibujante del Pueblo Español de Montjuic y empezó a trabajar con el director de este museo, el etnógrafo Ramon Violant i Simorra. El año 1950 lo nombraron profesor de dibujo de la Escuela Massana y el 1958, profesor del aula de Dibujo del Natural en la misma escuela.
A partir del 1967 fue a Sabadell, donde se quedó a vivir. En 1986 cogió la jubilación anticipada de Massana, pero no dejó nunca de pintar.
Hizo murales y retablos en Lloret de Mar, Figueras, Tosa de Mar, Benicarló, Àvila, Tortosa, entre otros.
Se conserva obra de Ramon Noè en el Museo de Tarrasa, el Museo de Arte Moderno de Tarragona y el Museo de Arte de Sabadell.